# Peninsula (Film)
Peninsula (Originaltitel: Bando) ist ein Zombiefilm des südkoreanischen Regisseurs Yeon Sang-ho aus dem Jahr 2020. Der Kinostart in Südkorea erfolgte am 15. Juli 2020. Es ist der Nachfolger von Train to Busan (2016). In den Hauptrollen sind Gang Dong-won und Lee Jung-hyun zu sehen. Der Film gehört zur offiziellen Auswahl der Internationalen Filmfestspiele von Cannes 2020. Der deutsche Kinostart war am 8. Oktober 2020.

## Handlung
Auf der Koreanischen Halbinsel bricht eine Zombieapokalypse los. Der Marine-Hauptmann Jung-seok befindet sich gerade mit seiner Schwester, seinem Schwager und deren Sohn auf dem Weg zum Hafen, wo ein Schiff sie nach Japan bringen soll. Auf dem Weg treffen sie auf ein Ehepaar mit Kind, deren Auto liegen geblieben ist, doch Jung-seok fährt weiter, da er befürchtet, dass sie infiziert sein könnten. Auf dem Schiff erfahren sie, dass es nach Hongkong umgeleitet werden soll. Während sich Jung-seok über die Beweggründe informiert, verwandelt sich einer der Passagiere in dem Raum in einen Zombie, in dem sich seine Schwester und sein Neffe befinden. Als Jung-seok von dem Chaos im Unterdeck hört, will er sofort helfen. Er kann zwar einen Zombie ausschalten, doch sein Neffe wird infiziert. Als andere Infizierte angreifen und sie fliehen müssen, kommt Jung-seoks Schwester nicht mit. Jung-seok kann die Zombies gerade noch einsperren, doch verliert er dabei seine Schwester und den Neffen, während sein Schwager zu spät kommt, um noch helfend eingreifen zu können.
Vier Jahre später hört man aus den Nachrichten die Berichterstattung über den Beginn des Ausbruchs und dass nicht die gesamte koreanische Halbinsel zum Niemandsland wurde. Nordkorea konnte sich erfolgreich gegen die Zombies abschotten. Nach dem Ausbruch auf dem Schiff haben alle anderen Staaten aufgehört, Flüchtlinge aus Südkorea aufzunehmen. Jung-seok lebt in Hongkong ein bescheidenes Dasein. Er hat keinen Flüchtlingsstatus und seine generelle Lage ist prekär. Er und sein Schwager Cheol-min sprechen kaum noch miteinander. Doch eines Tages erhalten sie ein Angebot von einem Amerikaner und einer zwielichtigen Organisation. Der Amerikaner erklärt, dass sich auf der Halbinsel noch zahlreiche Dollarscheine befänden, der letzte Geldtransport aber nie angekommen sei. Jung-seok, Cheol-min und zwei andere sollen das Geld bergen und nach Hongkong bringen, insgesamt 20 Millionen US-Dollar. Sie würden die Hälfte davon erhalten. Ein Boot soll drei Tage im Hafen warten, der letzte Standort des Geldtransporters ist bekannt.
In Seoul angekommen, können sie den Transporter schnell aufspüren. Sie machen sich auf den Weg zurück zum Hafen. Doch plötzlich werden sie mit Leuchtkugeln beschossen. Das lockt die Zombies an, die fortan den Transporter und den Pkw attackieren. Jung-seok wird aus dem Auto geschleudert. Die beiden Mädchen Jooni und Yu-jin lesen ihn jedoch auf und retten ihn dadurch. Im Glauben, seinen Schwager verloren zu haben, steigt er zu ihnen ins Auto. Es stellt sich allerdings heraus, dass sich Cheol-min im Laderaum verstecken konnte. Der Transporter wird von der Miliz Unit 631 zu ihrem Hauptquartier gebracht. Dort angekommen findet die von Sergeant Hwang angeführte Truppe Cheol-min. Dieser soll zur Unterhaltung in einer Art Kolosseum unter Zombies überleben.
Währenddessen wird Jung-seok zum Aufenthaltsort der beiden Mädchen gebracht. Dort trifft er auf Kim, der versucht, sie von der Halbinsel zu retten und der mit einer UN-Gesandtin namens Jane in Kontakt steht. Die Mutter der beiden, Min-jung, ist die Frau, die Jung-seok vor vier Jahren im Stich ließ. Die Gruppe entschließt sich, den Transporter zum Hafen zu bringen und von der Halbinsel zu entkommen.
Min-jung und Jung-seok dringen ins Camp von Unit 631 ein und erfahren dort, dass Cheol-min noch lebt. Jung-seok will ihn retten, Cheol-min wird jedoch von Hwang erschossen. Auf ihrer Flucht zum Hafen wird die Gruppe von Unit 631 verfolgt. Die Gruppe kann einige Fahrzeuge ausschalten. Hwangs Fahrzeug wird von einer durch Jung-seok befreiten Zombiehorde überwältigt.
Captain Seo, der zwischenzeitlich im Camp das Geld im Transporter gefunden hatte und über Cheol-mins Satellitentelefon das Schiff kontaktiert hatte, rammt den Transporter, erschießt Kim und fährt alleine weiter zum Hafen, um dort das Geld zu übergeben. Mitglieder der Verbrecherorganisation töten ihn, dabei fährt er aber rückwärts aus der Ladeluke, wodurch Zombies ins Schiff eindringen können.
Ein UN-Helikopter nähert sich, die verbliebene Gruppe macht durch Feuerwerk auf sich aufmerksam: es ist Major Jane. Die vier entkommen im Helikopter der Halbinsel.

## Produktion
Peninsula wurde von RedPeter Films produziert und von Next Entertainment World (NEW) vertrieben. Den internationalen Vertrieb übernahm die NEW-Sparte Contents Panda. Die Dreharbeiten fanden von Juni bis Oktober 2019 statt.

## Rezeption

### Einspielergebnis
Peninsula lief am 15. Juli 2020 in den südkoreanischen Kinos an und erreichte am Eröffnungstag über 350.000 Kinobesucher. Der Film löste den Zombiefilm #Alive von der Spitze der südkoreanischen Kinocharts ab und ist die dritte große Filmveröffentlichung, nachdem sich die Lage während der COVID-19-Pandemie etwas normalisiert hat. In Singapur stellte Peninsula einen neuen Rekord für einen südkoreanischen Film auf. Der Film erzielte das größte Einspielergebnis am Tag der Veröffentlichung. Peninsula gilt als erster weltweiter Blockbuster während der Corona-Krise. Der Film erreichte am Eröffnungswochenende Platz eins der weltweiten Kinocharts und erzielte die größten Erfolge seit März des Jahres.